# Карл Фридрих Гогенцоллерн-Зигмаринген
Карл Фридрих Гогенцоллерн-Зигмаринген (нем. Karl Friedrich von Hohenzollern-Sigmaringen; 9 января 1724 — 20 декабря 1785) — 6-й владетельный князь Гогенцоллерн-Зигмаринген с 8 декабря 1769 года, господин Хайгерлох и Верштейн.

## Биография
Старший сын Иосифа Фридриха Эрнста Гогенцоллерна-Зигмарингена (1702—1769), князя Гогенцоллерн-Зигмарингена (1715—1769), от первого брака с Марией Франциской фон Эттинген-Шпильберг (1703—1767), дочери принца Франца-Альбрехта Эттинген-Шпильберга.
Вначале принц Карл Фридрих воспитывался в Зигмарингене и Мюнхене. Затем он учился в университетах Фрайбурга, Геттингена и Ингольштадта. В 1746 году принц Карл Фридрих Гогенцоллерн вернулся в Зигмаринген, откуда вскоре предпринял путешествие по европейским странам, посетил Германию, Австрию и Италию.
Во время Семилетней войны принц Карл Фридрих Гогенцоллерн-Зигмаринген сражался на стороне австрийской императрицы Марии-Терезии против Прусского королевства. До 1763 года он служил в кавалерийском полку в составе войска Швабского округа Священной Римской империи. Участвовал в боях против Фридриха Вильгельма Зейдлица, командующего прусской кавалерией. Военный конфликт практически не повлиял на швабское княжество Гогенцоллерн-Зигмаринген.
8 декабря 1769 года после смерти своего отца Карл Фридрих унаследовал княжеский престол в Зигмарингене. Он носил титул камергера Священной Римской империи и фельдмаршал-лейтенанта Швабского округа.

## Семья и дети
2 марта 1749 года в замке Оберкайль принц Карл Фридрих Гогенцоллерн-Зигмаринген женился на своей кузине Йоханне Жозефине фон Гогенцоллерн-Берг (14 апреля 1727 — 2 февраля 1787), старшей дочери графа Франца-Вильгельма фон Гогенцоллерн-Берг (1704—1737). Благодаря этому браку, Карл Фридрих и его сын получили во владение графство ван Берг в Голландии. Их дети:
- Фридрих (род. и ум. 1750)
- Иоганн (род. и ум. 1751)
- Антон (род. и ум. 1752)
- Фиделис (1752—1753)
- Мария (1754—1755)
- Иоахим (1755—1756)
- Йозеф (1758—1759)
- Антон Алоис (1762—1831), князь Гогенцоллерн-Зигмаринген (1785—1831), женат с 1782 года на принцессе Амалии Зефирине Сальм-Кирбургской (1760—1841)
- Каролина (род. и ум. 1763)
- Иоганна Франциска (1765—1790), муж с 1781 года князь Фридрих III Зальм-Кирбургский (1745—1794)
- Мария Кресцентияя (1766—1844), муж с 1807 года граф фон Трюберг Франц Ксавьер Фишлер (1775—1835)